# Néstor Mena
Néstor Mena Montoya (San Isidro de El General, Pérez Zeledón, 15 de enero de 1988) es un futbolista costarricense que juega como guardameta y actualmente milita en Jicaral Sercoba de la Segunda División de Costa Rica.

## Clubes
| Club               | País       | Año               |
| ------------------ | ---------- | ----------------- |
| Pérez Zeledón      | Costa Rica | 2010 - 2011       |
| AS Puma Generaleña | Costa Rica | 2011 - 2015       |
| Puntarenas FC      | Costa Rica | 2015              |
| As Puma Generaleña | Costa Rica | 2015 - Actualidad |